# Elisabeth Strokirk Budrys
Anna Elisabeth Strokirk Budrys, född Strokirk den 25 augusti 1930 i Stockholm, död den 3 februari 1982 i Lau på Gotland, var en svensk målare och textilkonstnär. 
Hon var dotter till civilingenjören Evert Strokirk och Gudrun Bergström samt från 1956 gift med Eugenijus Budrys. Hon var vidare syster till Wiveka Schwartz. Hon studerade vid Anders Beckmans reklamskola i Stockholm 1949–1951 och vid Atelier Fernand Léger 1952 samt Grünewalds målarskola 1953–1955 och genom självstudier under resor till Paris och Italien. Hon medverkade i S:t Hansskolans sommarsalonger i Visby 1961 och 1962, utställningen Ars Baltica som visades på Gotlands fornsal 1964 och utställningar med gotländsk konst i Härnösand och Östersund samt utställningar arrangerade av Gotlands konstförening. Tillsammans med sin man ställde hon ut på Ljugarn på Gotland 1966. Vid en konsthantverkstävling om nya mönster för textiltyger fick hon första priset 1951. Hennes konst består av figur- och landskapsmotiv i en frisk och högt uppdriven kolorit. Hon är gravsatt på Lau kyrkogård.